# Institut polaire français Paul-Émile-Victor
L’Institut polaire français Paul-Émile-Victor (IPEV) est un groupement d'intérêt public (GIP) chargé de la mise en œuvre de la recherche française dans les régions polaires, il poursuit la mission lancée en 1947 par Paul-Émile Victor avec les Expéditions polaires françaises grâce à ses cinquante salariés permanents et ses bénévoles défrayés. 
Depuis son siège de Plouzané, près de Brest, l’Institut polaire gère les moyens nécessaires au déploiement des projets scientifiques polaires, principalement deux stations antarctiques : Dumont d'Urville, près de la côte de la terre Adélie, et la franco-italienne Concordia, à l'intérieur des terres, permettant chaque année à 320 scientifiques de mener leurs travaux sur les pôles.

## Historique

### Création
L'Institut français pour la recherche et la technologie polaires (IFRTP), a été créé en janvier 1992. Il est le résultat de la fusion des Expéditions polaires françaises-Missions Paul-Émile Victor (EPF), fondées en 1947, et de la Mission de recherche des Terres australes et antarctiques françaises (TAAF), un territoire d'outre-mer français.

### Changement de nom
En janvier 2002, il a été prorogé pour une durée de 12 ans sous le nom d'« Institut polaire français Paul-Émile Victor » (IPEV).

### Refonte de 2023
En 2023, l’Institut débute un travail de refonte de son appel à projets annuel.
En septembre 2023, l'IPEV a reçu une mise en demeure par courrier d'avocat émanant de 36 de ses travailleurs, alors en poste sur les bases subantarctiques et antarctiques. Ces professionnels, tous diplômés et pour la plupart titulaires d'un diplôme Bac+5 ou plus, dénoncent des prélèvements indus sur les indemnités versées (ils ne touchent pas de salaire) et un travail dissimulé sous un statut détourné. Embauchés en tant que volontaires de service civique (VSC), ils n'ont pas le droit au chômage.

### Crise de 2025
En 2025, l'IPEV attend toujours un financement d'un milliard d'euros promis par Emmanuel Macron lors du Sommet sur les pôles en novembre 2023 et fait face à de graves problèmes de gestion, un déficit de quatre millions d'euros par an sur les quatre dernières années. Plusieurs millions d'euros devaient être dédiés à l'IPEV, étalés sur dix ans et 100 millions d'euros pour la station Dumont d'Urville qui attend toujours des financements pour être reconstruite en 2026.  
L'Institut sera intégré, fin 2026, à l'Institut français de recherche pour l'exploitation de la mer (Ifremer), lui-même en déficit (budget en déséquilibre de 6,3 millions d'euros en 2025) et ses 1 350 salariés permanents (contre une cinquantaine).

## Directeurs
- 1997-2010 : Gérard Jugie, directeur de recherche émérite au Centre national de la recherche scientifique (CNRS)[7].
- 2010-2018 : Yves Frenot, directeur de recherche au CNRS[8].

- 2018-2022 : Jérôme Chappellaz, directeur de recherche au CNRS[9].
- Depuis le 25 juin 2022 : Yan Ropert-Coudert, directeur de recherche CNRS[10].
- Nathalie Metzler : directrice par intérim en 2025 à la suite de la démission de Yan Ropert-Coudert.

## Structure et mission

### Statut juridique
L’Institut est un groupement d’intérêt public (GIP) dont les membres sont les principaux acteurs de la recherche scientifique française dans les régions polaires.

### Missions
L'institut intervient en Arctique et en Antarctique.
Les différentes thématiques abordés sont :
- la répartition de la faune et de la flore et l’évolution de la biodiversité ;
- les stratégies de survie et l’adaptation des espèces aux conditions extrêmes ;
- la réponse des organismes vivants aux changements climatiques et aux activités humaines ;
- la physique du globe, la géodynamique et la géologie ;
- la chimie et la dynamique de l’atmosphère, notamment la chimie de l’ozone ;
- la glaciologie et la paléoclimatologie ;
- l'astronomie ;
- la biologie humaine et l’adaptation aux conditions d’hivernage en Antarctique ;

- le ministère de l'Enseignement supérieur et de la Recherche, qui fournit l'essentiel du budget ;
- le ministère des Affaires étrangères ;
- le CNRS - avec mise à disposition du personnel ;
- l'Ifremer ;
- les TAAF ;
- Météo-France ;
- le Centre national d'études spatiales (CNES)[12].

### Localisations

#### Direction
La direction est installée à Plouzané.

#### Antartique
L'institut co-gère la station Concordia et la station Dumont-d'Urville.

#### Arctique
L'institut co-gère la station AWIPEV,.

#### TAAF
Les stations dans les îles Subantarctiques sont gérées logistiquement par les TAAF.

### Logistique
L'Institut polaire utilise des navires pour desservir les stations : 
- le Marion Dufresne pour les missions sur les îles subantarctiques (affrété par les TAAF)[15],
- l'Astrolabe, 2e du nom, pour desservir la station Dumont-d'Urville en Antarctique[16].